# Abreviaturas de amanuense

Algunas abreviaturas de amanuense

Las abreviaturas de amanuense o de escribiente (en latín, sigla en plural; siglum o sigil ensingular) son abreviaturas usadas por los escribientes y copistas de la Antigüedad y la Edad Media al escribir en latín, y también en griego. Algunas de ellas eran particulares de una zona o periodo y sirven actualmente para datar los manuscritos o identificar a los copistas. En cambio otras se generalizaron y se convirtieron en símbolos que se siguen usando en nuestros días.

## Historia

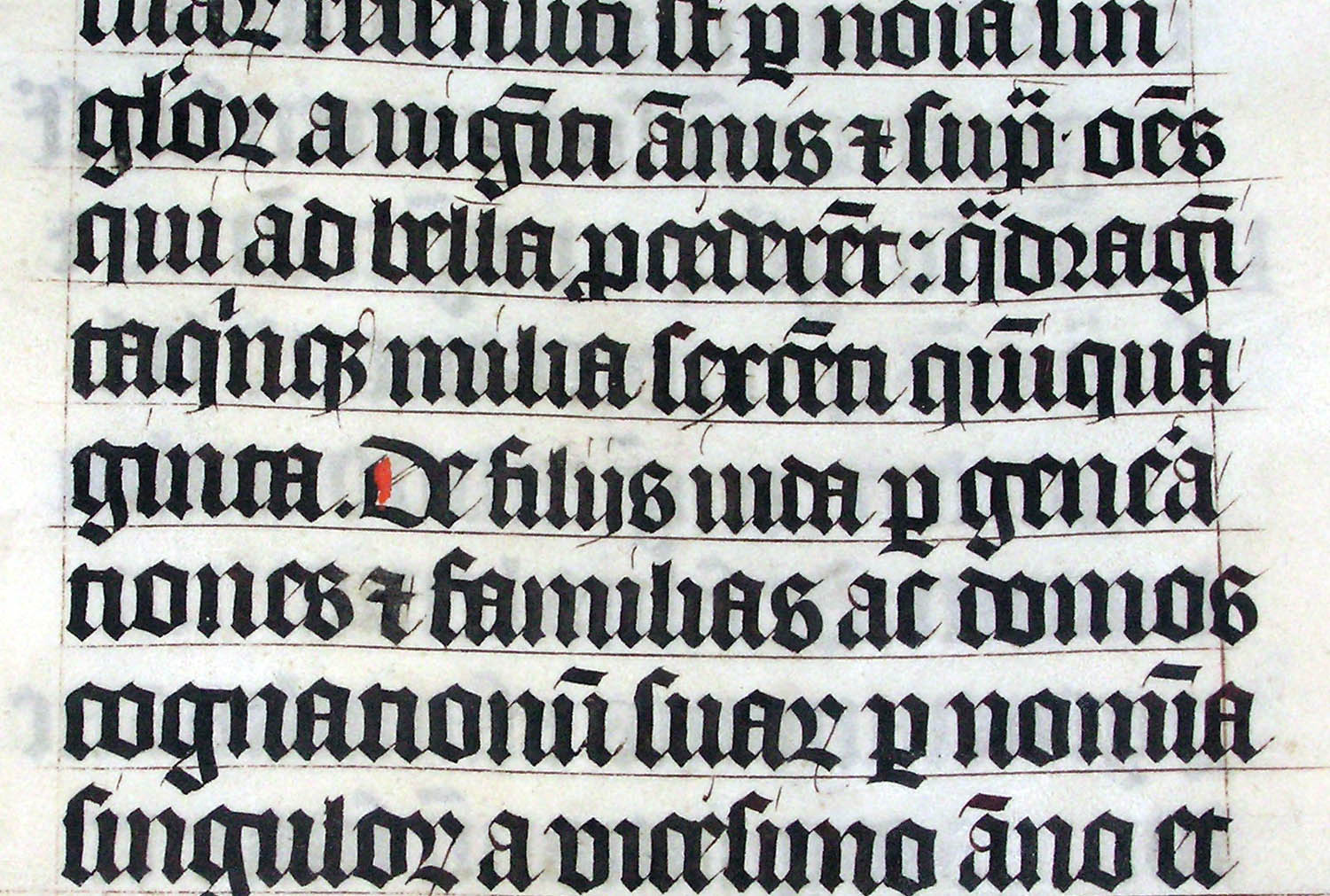
Manuscrito medieval en el que observan abreviaturas: p por per, símbolos en lugar de et y la terminación -um y una raya sobre las vocales para indicar que hay otra n.

La necesidad de abreviar la escritura parte parcialmente de la disponibilidad de los materiales usados para escribir (mármol, bronce, pergamino, papiro, papel...). En épocas donde los materiales de escritura son accesibles y baratos las abreviaturas son infrecuentes registrándose formas de escritura largas, mientras que en épocas donde estos materiales se hacen escasos o costosos, como en los siglos III y IV, los amanuenses empiezan a aprovechar mejor la limitada superficie de escritura mediante las abreviaturas.
Los romanos crearon un sistema completo de escritura abreviado: las notae tironianae (atribuidas a Marcus Tullius Tiro, el amanuense de Cicerón), usado como la moderna taquigrafía. Para poder usarlo y comprenderlo los escribientes tenían que hacer un curso de formación.
En los scriptoria medievales se generalizó entre los copistas el uso de abreviaciones tanto para ahorrar espacio como tiempo de escritura en la elaboración manual de los libros. Por ejemplo en la escritura visigoda el uso de abreviaturas se hizo muy frecuente, muchas de las cuales son totalmente propias y particulares. Tal profusión de abreviaturas en toda Europa, algunas de ellas solo se usaron en un área geográfica reducida o durante un periodo limitado de tiempo, dificulta la comprensión de algunos textos en la actualidad.

## Formas

En epigrafía las abreviaturas más corrientes se pueden incluir en dos tipos:
1. Abreviar la palabra sustituyéndola por su letra inicial.
2. Abreviar la palabra sustituyéndola por varias de sus letras, las primeras consecutivas o letras alternadas.

Se usaban muy frecuentemente en frases hechas corrientes como «DM» por Dis Manibus (“dedicado a Manes”); «IHS» por Iesus Hominum Salvator (“Jesús, Salvador de los hombres”) o «RIP» por requiescat in pace (“descanse en paz”). Tan frecuentes se hicieron estas fórmulas que raramente aparecen escritas completas este tipo de frases. Estas abreviaturas tipográficas no tienen que confundirse con las siglas de las locuciones latinas posteriores del tipo: i.e. (id est — “que es”); loc. cit. (loco citato — 'en el lugar citado'); viz. (vide licet — “en otras palabras”).
Otra práctica corriente era repetir la consonante final de la abreviatura para indicar que se aplicaba a dos o más personas, por ejemplo: para «AVG» que significa Augustus, «AVGG» Augusti duo (dúo de Augustos); los grabadores crearon algunas variaciones a esta regla, por ejemplo en lugar de usar «COSS» para “Consulibus duobus”, inventaron la forma «CCSS». Posteriormente dejó de repetirse las letras y se generalizó la colocación de una virgulilla (~) sobre una letra para indicar que era doble, convirtiéndose en un uso estándar en la Baja Edad Media para evitar la repetición de letras en cualquier palabra del texto.
Junto a la virgulilla se generalizó el uso del macrón (ˉ) por encima y por debajo de las letras y la barra trasversal y los trazos extendidos, estos últimos para abreviar prefijos, sufijos y formas verbales. 
Además de los signos de abreviación se usaron en los textos antiguos variedades tipográficas como ligaduras de dígrafos (ej. Æ, Œ, etc.), la s larga (ſ), o la r rotunda, que parecía media R mayúscula o un número 2. 
En las ediciones modernas de las obras latinas se tiende a eliminar todas estas abreviaturas y usar las formas completas, así como usar los caracteres «u» y «v», «i» y «j» que en su momento solo eran variantes caligráficas de las letras «v» e «i».

## Uso moderno
Algunas siglas de amanuense de la Antigüedad y la Edad Media siguen usándose en la actualidad. La Ñ, el signo latino et (&) que reemplazaba a la conjunción et en latín ahora lo hace en francés y la misma función desempeña con and en inglés para ahorrar espacio. El signo tironeo ⁊, que representa a et (y que parece un «7») se usa actualmente solo en el irlandés (a la altura de la x).
Otras abreviaturas que siguen en uso en la tipografía actual son: el signo del porcentaje (%), del italiano per cento (por cien); el signo de por mil (‰), del italiano per mille; el signo de la libra (₤ librum, posteriormente £); que se imitaría en el signo de pesos después adoptado para el dólar ($); y el símbolo de arroba (@), que procede de la abreviatura de la preposición latina ad.

Evolución de la ligadura &:
1-3, cursivas romanas de los siglos II-IV; 4-5, minúsculas medievales de los siglos VI-VII; 6, minúscula carolingia, s. IX.